# Айзек Ворса
А́йзек Ворса́ (англ. Isaac Vorsah; нар. 21 червня 1988 року, Аккра, Гана) — ганський футболіст. Захисник збірної Гани та австрійського «Ред Булла».

## Титули і досягнення
- Срібний призер Кубка африканських націй: 2010